# 황갈색개얼굴박쥐
황갈색개얼굴박쥐(Cynomops abrasus)는 큰귀박쥐과에 속하는 남아메리카 박쥐의 일종이다. 아르헨티나와 볼리비아, 브라질, 콜롬비아, 프랑스령 기아나, 가이아나, 페루, 파라과이, 수리남 그리고 베네수엘라에서 발견된다.